# 袁其烱
袁其烱（1904年1月10日—1992年10月17日），字錦之。江蘇省淮陰縣人。民國37年（1948年）在公路工會及電信工會當選第一屆立法委員，外孫女為知名歌星葉倩文。

## 生平[1][2][3][4]
- 南通師範學院畢業
- 東南大學肄業
- 中央黨政訓練班第一期結業
- 小學教師
- 中國國民黨江蘇省黨部
- 抗日救國學生會主席
- 全國抗日救國學聯會主席
- 粵漢鐵路局調度所
- 衡陽粵漢鐵路局調度所
- 粵漢鐵路特別黨部執行委員
- 中央農工部工運處處長
- 公路總局東南運輸處專門委員
- 平漢鐵路焦作站站長、車務段段長、鐵道部辦事、江南調度所辦事
- 公路總局第一運輸處專門委員
- 中國國民黨江蘇省淮陰縣、如皋縣黨部指導委員
- 三青團湖南省支團部幹事
- 重慶中國國民黨中央組織部科長
- 中國國民黨第六屆全國代表大會代表
- 民國三十七年當選立法院立法委員